# یورین تیمبر
یورین تیمبر (انگلیسی: Jurriën Timber؛ زادهٔ ۱۷ ژوئن ۲۰۰۱) بازیکن فوتبال اهل هلند است که برای باشگاه آرسنال بازی می‌کند.
وی همچنین در تیم‌های ملی فوتبال زیر ۱۷ سال هلند، زیر ۱۹ سال هلند و زیر ۲۱ سال هلند بازی کرده‌است.